# Richfield, Wisconsin
Richfield là một làng thuộc quận Washington, tiểu bang Wisconsin, Hoa Kỳ. Năm 2006, dân số của làng này là 10373 người.